# 安川有果
安川 有果（やすかわ ゆか、1986年 - ）は、日本の映画監督、脚本家である。姉は、詩人の安川奈緒。

## 経歴
1986年、奈良県に生まれる。映画と絵画に興味を持ち、大阪美術専門学校に入学する。
2012年、祷キララ主演の『Dressing Up』で映画監督デビューを果たす。同作は、2012年の第7回大阪アジアン映画祭にて上映され、2013年の第14回TAMA NEW WAVEにてグランプリを受賞した。
2015年に『Dressing Up』を全国で劇場公開、第25回日本映画プロフェッショナル大賞 新人監督賞を受賞した。
2021年、島本理生原作、松井玲奈主演の『よだかの片想い』を監督。東京国際映画祭のアジアの未来部門に選出される。2022年に劇場公開。

## フィルモグラフィー

### 映画
- カノジョは大丈夫（2010年） - 監督・脚本・編集、『桃まつり presents うそ』の一編
- Dressing Up（2012年） - 監督・脚本・編集
- pray（2014年） - 監督[10]
- 永遠の少女（2017年） - 監督・脚本
- ミューズ（2019年） -監督、『21世紀の女の子』の一編
- 行き止まりの人々（2020年）-監督・脚本、『蒲田前奏曲』の一編
- よだかの片想い（2022年9月16日、ラビットハウス）- 監督
- 恋をするなら二度目が上等～special edition～（2024年12月13日、カルチュア・パブリッシャーズ）- 監督
- 山田くんとLv999の恋をする（2025年3月28日、KADOKAWA）- 監督

### ドラマ
- ジャックフロスト（2023年、MBS）[11] - 監督・脚本
- 恋をするなら二度目が上等（2024年、MBS・TBS）- 監督・脚本
- よだかの片想い（2024年、メ〜テレ）- 監督
- 恋愛バトルロワイヤル（2024年、Netflix）- 監督
- あやしいパートナー（2025年、MBS・TBS）- 監督

### ミュージック・ビデオ
- 泉まくら『永遠の少女』（2017年）[12]。

### 舞台
- ここにはいない彼女（2019年）- 脚本・演出[13]。

## 受賞歴
- 第25回日本映画プロフェッショナル大賞・新人監督賞（2016年） - 『Dressing Up』[14]